# Ушсарт
Ушсарт (каз. Үшсарт) — село в Коргалжынском районе Акмолинской области Казахстана. Входит в состав Кызылсайского сельского округа. Код КАТО — 116045500.

## География
Село расположено в южной части района, на расстоянии примерно 32 километров (по прямой) к югу от административного центра района — села Коргалжын, в 14 километров к юго-востоку от административного центра сельского округа — села Шалкар.
Абсолютная высота — 357 метров над уровнем моря.
Климат холодно-умеренный, с хорошей влажностью. Среднегодовая температура воздуха положительная и составляет около 4,8°С. Среднемесячная температура воздуха в июле достигает +21,6°С. Среднемесячная температура января составляет около -14,1°С. Среднегодовое количество осадков составляет около 360 мм. Основная часть осадков выпадает в период с июня по июль.
Ближайшие населённые пункты: село Шалкар — на северо-западе, село Коргалжын — на севере.

### Улицы[3]
- ул. Кобетей.

## Население
В 1989 году население села составляло 394 человек (из них казахи — 100%).

В 1999 году население села составляло 282 человека (150 мужчин и 132 женщины). По данным переписи 2009 года, в селе проживали 233 человека (125 мужчин и 108 женщин).
| Численность населения | Численность населения | Численность населения |
| 1989                  | 1999                  | 2009                  |
| --------------------- | --------------------- | --------------------- |
| 394                   | ↘282                  | ↘233                  |